# Kaʿbe-ye Zartuscht
Koordinaten: 29° 59′ 20″ N, 52° 52′ 29″ O

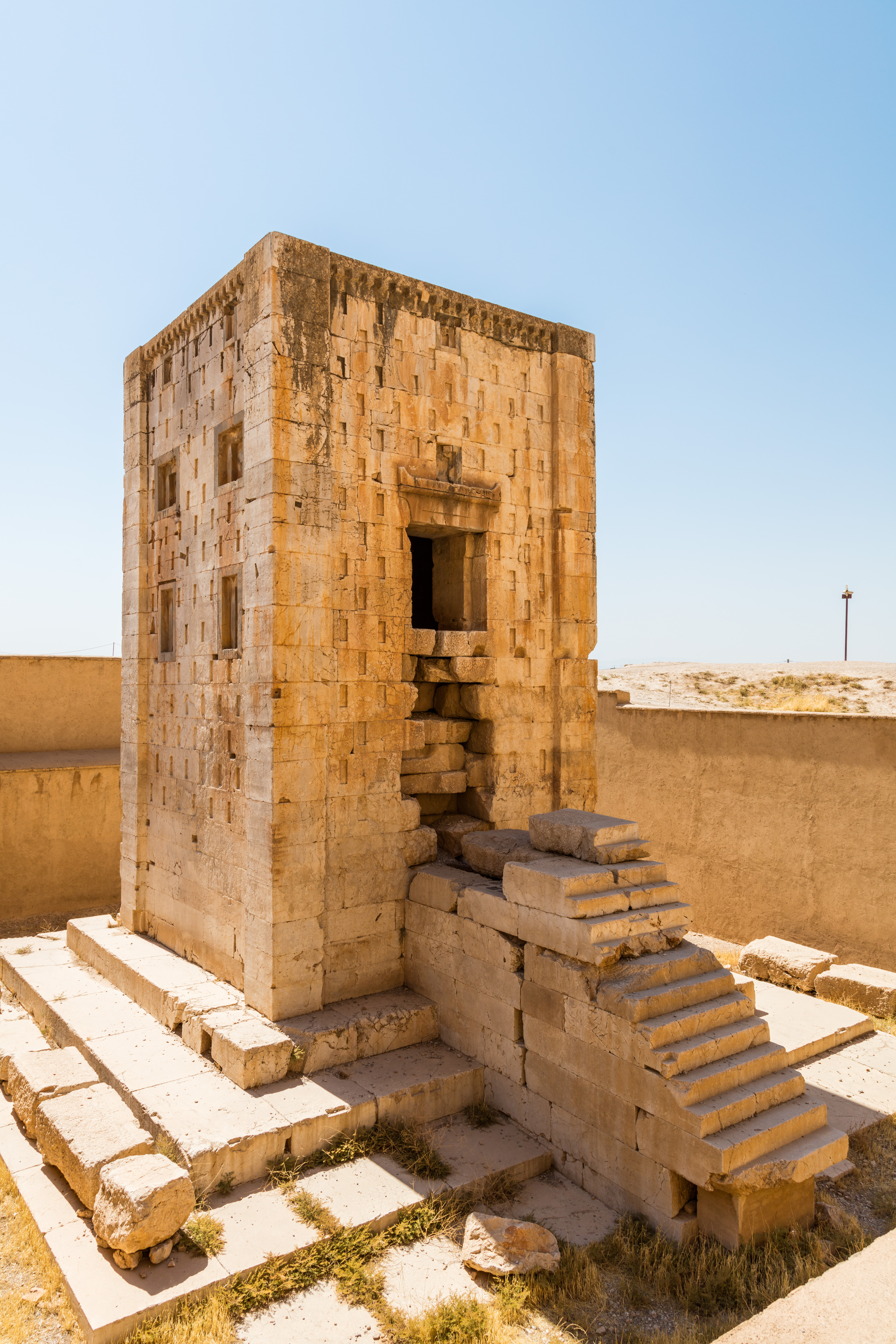
Ka'ba-ye Zartuscht

Kaʿbe-ye Zartuscht (persisch کعبه زرتشت, DMG Kaʿba-ye Zartušt, ‚Kaaba (Würfel) des Zarathustra‘) ist ein knapp zwölf Meter hohes turmartiges Bauwerk aus achämenidischer Zeit. Der „Würfel“ bzw. Turm befindet sich in der archäologischen Fundstätte Naqsch-e Rostam in der Nähe von Persepolis in der südiranischen Provinz Fars. Vermutlich entstand er schon unter Dareios I. und ist dem ähnlichen, jedoch stark beschädigten Zendan-e Soleyman („Gefängnis Salomos“) in Pasargadae nachempfunden. Der Zweck dieses Baus ist nicht bekannt, es gibt jedoch Vermutungen, dass es sich um einen Feuertempel oder eine weitere Königsgrabstätte handelt, wobei erstere Version aufgrund eines fehlenden Kamins bezweifelt wird. Zur Zeit der Sassaniden wurde es möglicherweise als Aufbewahrungsort für die Schriften der Avesta verwendet. Sassanidische Inschriften (Res Gestae Divi Saporis) an den Außenwänden, die Schapur I. in Griechisch, Parthisch und Mittelpersisch hat anbringen lassen, künden vom Machtkampf zwischen Sassaniden und Römern. Nach Joseph von Hammer-Purgstall befand sich hier der dritte bzw. nach anderen Quellen der zweite von fünf bzw. sieben bekannten Feuertempeln der Antike:
„Unter die geographischen Weltwunder gehören außer den schon erwähnten Quellen [...] die Götzentempel von Sumnat in Indien, Snbehar bey Ghasna, der Feuertempel Newbehar bey Balch, deren schon oben Erwähnung geschehen, und dann andere Feuertempel, nach den Feuern, die darinnen verehret wurden, beygenannt, als: Asernusch (der zweyte der sieben Feuertempel Persiens, I 5c>), der erste von Aserabad (zu Tebris) ist schon oben vorgekommen. Aser Chordad (der dritte der sieben Feuertempel, und nach einigen der zweyte oder fünfte, zu Schiras, 1.29); Aser Barsin, d.i. das Feuer des Perseus, der sechste in Chorasan; Aser Chorin der fünfte, auch Aserajin genannt (1.85), so wie Aser Bersin, auch Rani Bersin (Hl 27), heißt. Aser Behram, d.i. das Feuer des Mars, der dritte, und Aser Seraduscht oder Aser Serduscht, d. i. das Feuer Soroasters, der siebente der Feuertempel Persiens.“
Bemerkenswert ist auch, dass in diesen Inschriften erstmals der Begriff Ērānšahr für das Reich der Arier verwendet wird, das nicht gleichbedeutend ist mit Ērān, dem Gebiet der Arier, die iranische Sprachen sprechen, vgl. Eran (Begriff). Die Inschrift enthält auch eine Liste mit Provinzen, die das Reich umfasst. Die mittelpersische Version dieser Inschrift ist nicht völlig erhalten, lässt sich aber aus der parthischen Version rekonstruieren (parthisch aryānšahr ‚Ērānšahr‘).

## Galerie

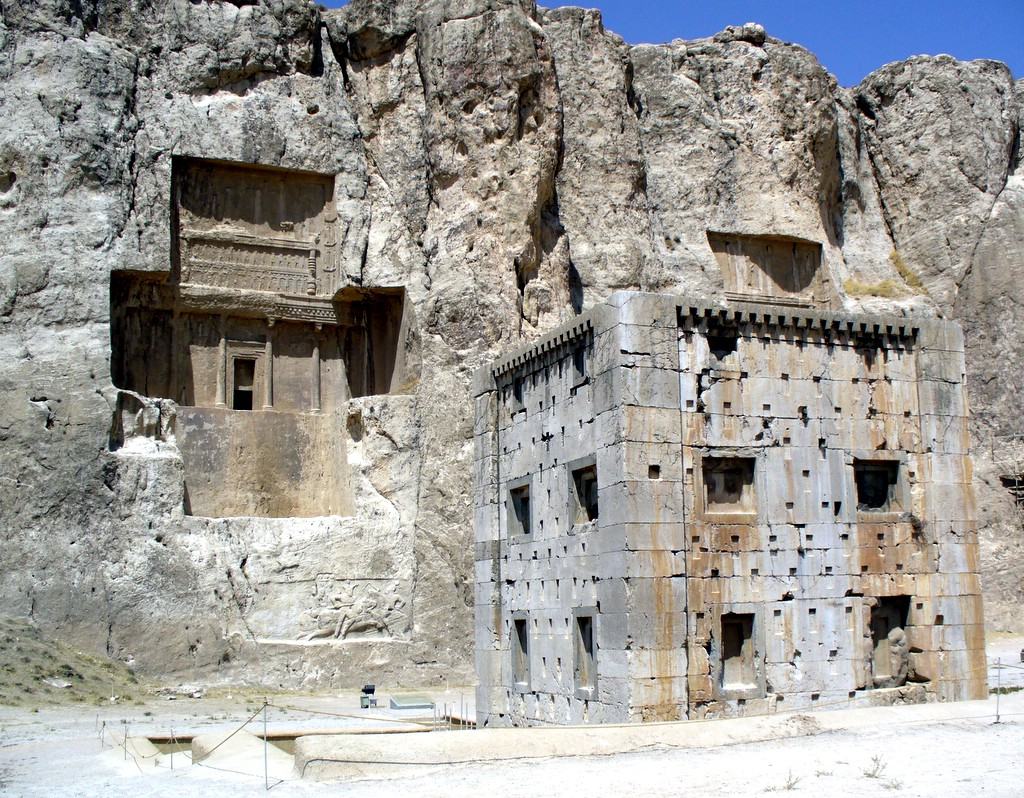
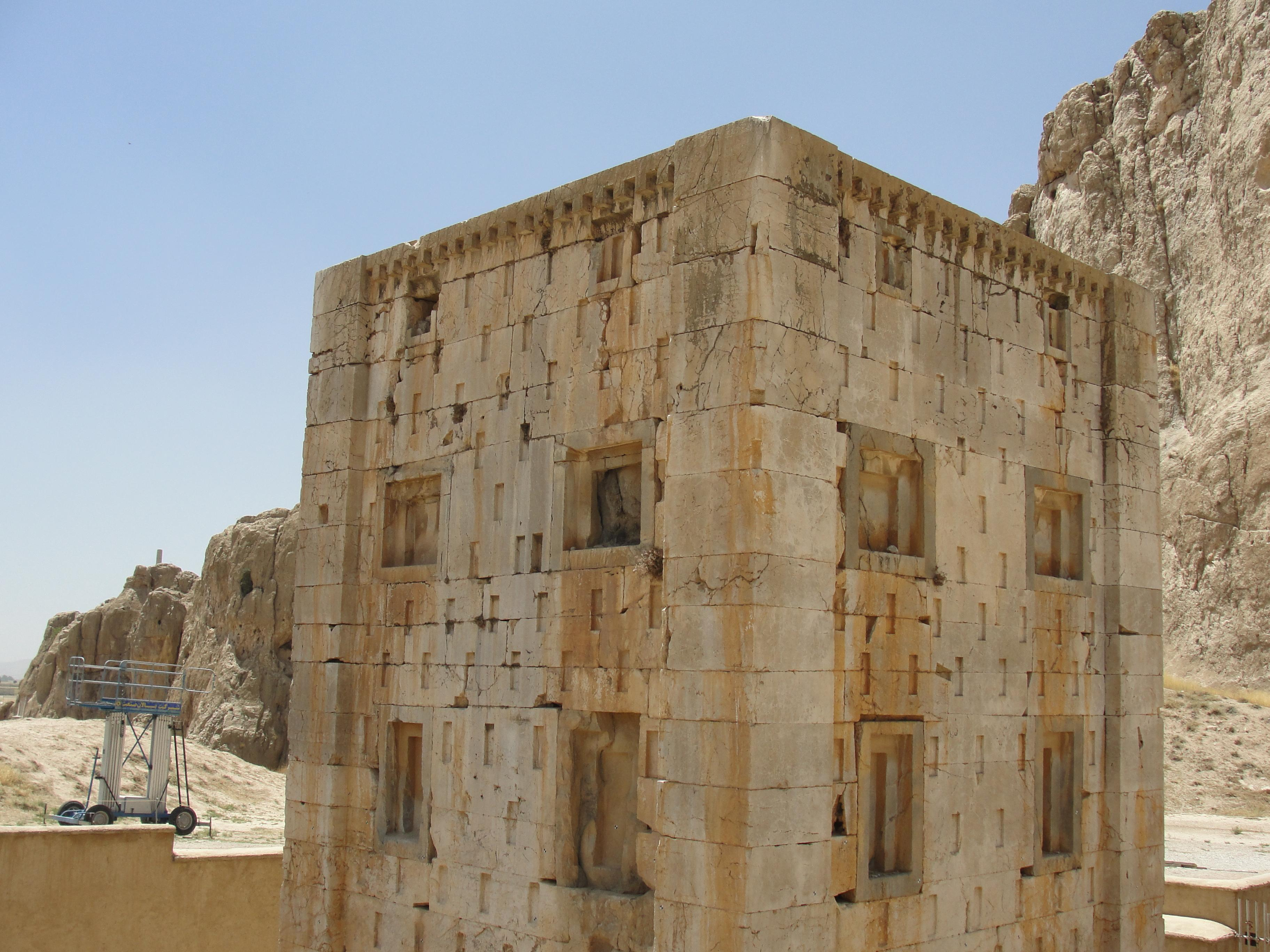
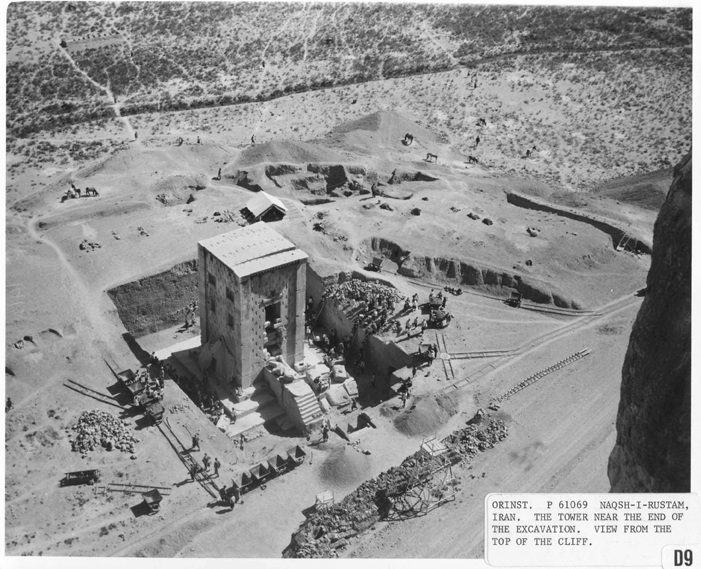
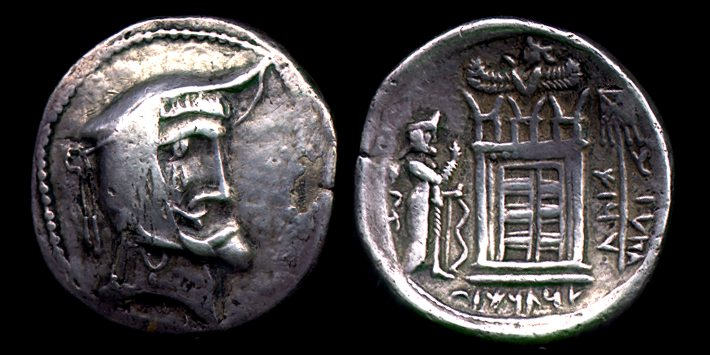
Münze Autophradates I. (Persis)